# Utagawa Yoshitora

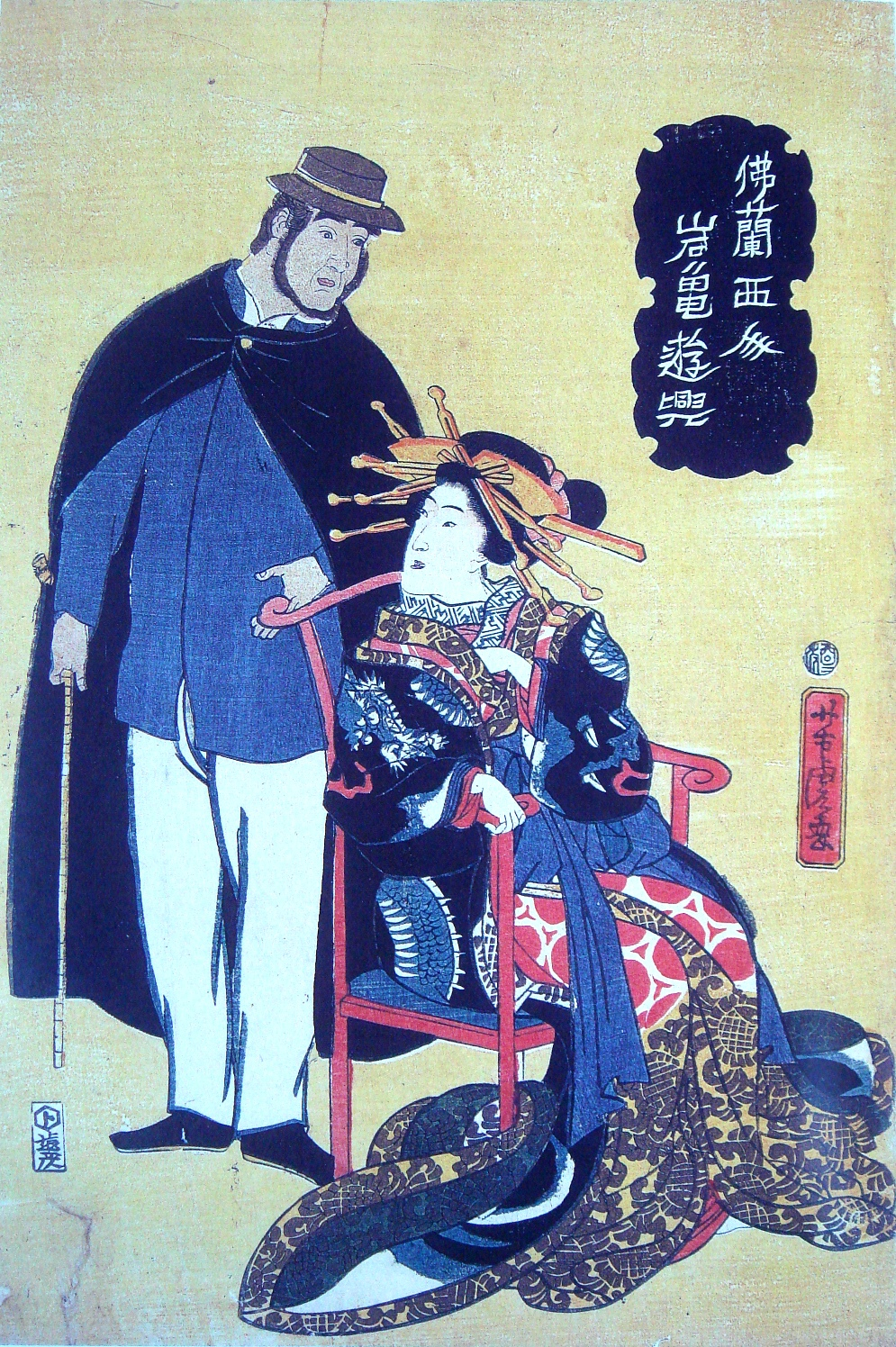
Xilografia d'Utagawa Yoshitora d'un francès amb una geisha, 1861.

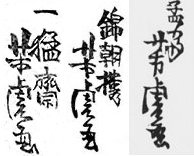
Signatures d'Utagawa Yoshitora; d'esquerra a dreta: “Ichimōsai Yoshitora ga” (一猛斎 芳虎 画), “Kinchōrō Yoshitora ga” (錦朝楼 芳虎 画) i “Mōsai Yoshitora ga” (孟斎　芳虎　画).

En aquest nom japonès, el cognom és Utagawa.
Utagawa Yoshitora (歌川芳虎, Utagawa Yoshitora) va ser un dissenyador de xilografies de l'estil ukiyo-e i un il·lustrador de llibres i diaris que va estar en actiu del 1850 al 1880 aproximadament. Va néixer a Edo (actualment Tòquio), però no es coneix la data del seu naixement ni la de la seva mort. Va ser un deixeble important d'Utagawa Kuniyoshi que va excel·lir en els gravats de guerrers, d'actors kabuki (okubi-e), de dones boniques (bijinga) i d'estrangers (Yokohama-e). Podria ser que mai no hagués vist cap de les escenes estrangeres que va representar.